# Memo Benassi
Memo Benassi (21 de junio de 1891-24 de febrero de 1957) fue un actor teatral y cinematográfico de nacionalidad italiana, uno de los principales exponentes de la generación teatral que marcó la transición entre los mattatore (término italiano referido a los intérpretes que concentraban toda la atención del público sobre ellos) del siglo XIX y los actores contemporáneos.

## Biografía
Nacido en Sorbolo, Italia, su verdadero nombre era Domenico Benassi. Personalidad contradictoria, inquieta, voluble, atormentada, inconstante en su rendimiento recitativo, Benassi fue testimonio vivo de la crisis de un teatro en un tiempo de transición.
Tras estudiar actuación en Milán, se inició como actor de reparto en la compañía teatral de Ermete Novelli, pero solo más tarde atraería la atención sobre sus dotes interpretativas. Benassi alcanzó la fama en 1921 actuando junto a Eleonora Duse, trabajando más adelante con actrices como Rina Morelli, Laura Carli, Elena Zareschi, Diana Torrieri, Cesarina Gheraldi, Evi Maltagliati y Lilla Brignone.
Entre sus papeles más convincentes figuran los de William Shakespeare Shylock (El mercader de Venecia), Antonio (Julio César), Tersite (Troilo y Crésida), Mercuzio (Romeo y Julieta), así como el de Osvaldo en Espectros (Henrik Ibsen) y el de Veršinin en Las tres hermanas (Antón Chéjov).
Fue frecuente su participación en obras de teatro radiofónicas hasta los inicios de la década de 1930, trabajando para la EIAR y la RAI.
También actuó en el cine, tanto en el mudo como en el sonoro, pero con unos resultados muy inferiores a los esperados por su fama y talento. 
Memo Benassi falleció en Bolonia, Italia, en 1957, a causa de una hemorragia cerebral. Tenía 65 años de edad.
Con motivo del cincuentenario de su muerte, se publicó su biografía: Memo Benassi Un grande attore diverso, editada por Persiani Editore y escrita por Leonardo Bragaglia.

## Filmografía
| - La vecchia signora, de Amleto Palermi (1932) - Il caso Haller, de Alessandro Blasetti (1933) - Il trattato scomparso, de Mario Bonnard (1933) - L'impiegata di papà, de Alessandro Blasetti (1933) - La signora Paradiso, de Enrico Guazzoni (1934) - La signora di tutti, de Max Ophuls (1934) - Lisetta, de Carl Boese (1934) - Stasera alle 11, de Oreste Biancoli (1937) - Escipión, el africano (Scipione l'Africano), de Carmine Gallone (1937) - La principessa Tarakanova, de Mario Soldati (1938) - L'orizzonte dipinto, de Guido Salvini (1940) - La conquista dell'aria, de Romolo Marcellini (1940) - La cena delle beffe, de Alessandro Blasetti (1941) - Il vagabondo, de Carlo Borghesio (1941) | - Fedora, de Camillo Mastrocinque (1942) - Le due orfanelle, de Carnime Gallone (1942) - Dente per dente, de Marco Elter (1942) - I due Foscari, de Enrico Fulchignoni (1942) - Il figlio del corsaro rosso, de Marco Elter (1943) - Il paese senza pace, de Leo Menardi (1943) - Quarta pagina, de Nicola Manzari (1943) - Rossini, de Mario Bonnard (1943) - Peccatori, de Flavio Calzavara (1945) - L'ultimo sogno, de Marcello Albani (1946) - Il tiranno di Padova, de Max Neufeld (1946) - Messalina, de Carmine Gallone(1951) - C'era una volta Angelo Musco, de Giorgio Chili (1953) - Adriana Lecouvreur, de Guido Salvini (1955) |

## Teatro radiofónico en la RAI
- Faust (14 de octubre de 1953), de Wolfgang Goethe, dirigida por Corrado Pavolini, con Arnoldo Foà y Riccardo Cucciolla, entre otros.
- La alondra (12 de marzo de 1954), de Jean Anouilh, dirigida por Mario Ferrero, Gianni Santuccio y Lilla Brignone, entre otros.
- Asesinato en la catedral (7 de enero de 1955), de T. S. Eliot, dirigida por Enzo Ferrieri, con Giulio Oppi y Romolo Valli, entre otros.

## Teatro televisivo en la RAI
- La escuela de las mujeres (1955), de Molière, dirección de Corrado Pavolini, con Valeria Valeri y Giancarlo Sbragia, entre otros.
- Hamlet (1955), de William Shakespeare, con Vittorio Gassman, Elena Zareschi y Anna Maria Ferrero.
- El mercader de Venecia (1956), de William Shakespeare.